# Поненциці
Поненциці (пол. Ponięcice, нім. Rittersdorf) — село в Польщі, у гміні Рудник Рациборського повіту Сілезького воєводства.
Населення — 245 осіб (2011).
У 1975-1998 роках село належало до Катовицького воєводства.

## Демографія
Демографічна структура станом на 31 березня 2011 року:
|          | Загалом | Допрацездатний вік | Працездатний вік | Постпрацездатний вік |
| -------- | ------- | ------------------ | ---------------- | -------------------- |
| Чоловіки | 126     | 20                 | 86               | 20                   |
| Жінки    | 119     | 13                 | 82               | 24                   |
| Разом    | 245     | 33                 | 168              | 44                   |